# Piotr Wnorowski
Piotr Wnorowski herbu Kościesza (ur. 25 kwietnia 1836 w Warszawie, zm. 2 maja 1902 w Częstochowie) – prezydent miasta Częstochowy w latach 1879–1902.

## Życiorys
Piotr Wnorowski urodził się 25 kwietnia 1836 roku w Warszawie jako syn Jana i Eleonory z domu Oehmig. Był absolwentem Pawłowskiego Korpusu Kadetów, od 1856 do 1863 roku służył w armii rosyjskiej. Po przejściu do rezerwy w stopniu kapitana rozpoczął karierę urzędniczą. Od 1 stycznia 1879 roku do śmierci pełnił funkcję prezydenta Częstochowy.
W lutym 1896 roku, za wysługę 35 lat pracy, został odznaczony Orderem Świętego Włodzimierza IV klasy.
Żonaty z Leopoldą Elżbietą z domu Łącką, mieli dwoje dzieci. Jego teściem był prezydent Częstochowy, Stanisław Łącki.
Zmarł 2 maja 1902 roku w Częstochowie i został pochowany na Cmentarzu Kule w Częstochowie.